# Hesquiat Indian Reserve 1
Hesquiat Indian Reserve 1 är ett reservat i Kanada.   Det ligger i Regional District of Alberni-Clayoquot och provinsen British Columbia, i den sydvästra delen av landet, 3 800 km väster om huvudstaden Ottawa. Hesquiat Indian Reserve 1 ligger vid sjön Village Lake.